# Oxicalciobetafita
L'oxicalciobetafita és una possible nova espècie mineral que forma part del grup de la betafita. Va ser descrita per primer com com una ittrobetafita metamíctica procedent de la Lluna. Va ser reanomenada com a oxicalciobetafita d'acord amb la revisió de la nomenclatura del supergrup del piroclor. Actualment i des de 2010 està pendent d'aprovació per part de la IMA. A més a més de la seva localitat tipus a la Lluna, ha estat descrita a Suïssa i a Ontario (Canadà). Va ser recolectada a la Base Fra Mauro (Lloc d'aterratge de l'Apol·lo 14), a la Formació Fra Mauro, La Lluna.

Lloc d'aterratge de l'Apol·lo 14, on va ser recol·lectat el mineral tipus.